# Captatio benevolentiae
Captatio benevolentiae (latin för captatio: "fånga" och benevolentia: "välvilja") är en retorisk teknik där en talare i sin inledning av sitt framförande försöker att vinna publikens sympati och välvilja. Detta kan göras genom smicker, ödmjukhet, tacksamhet eller genom att uttrycka förståelse för åhörarnas perspektiv. Syftet är att skapa en positiv relation mellan talaren och publiken för att öka chanserna att budskapet tas emot väl.

## Historia
Begreppet härstammar från den klassiska retoriken i antikens Rom och var en grundläggande del av talekonsten. Historiska retoriker såsom Cicero och Quintilianus betonade även vikten av att inleda ett tal med att fånga åhörarnas välvilja. Cicero ansåg att detta var en av de grundläggande principerna för ett framgångsrikt tal. Genom att visa ödmjukhet kunde en talare skapa en mer mottaglig publik, vilket än idag anses vara en avgörande faktor för att lyckas med sitt tal.
Under medeltiden användes tekniken i rättegångar som ett verktyg för att skapa starkare förtroende hos domaren. Samtidigt utvecklades begreppet och fick nya tillämpningsområden. Det som tidigare främst hade använts inom talekonsten breddades och blev även användbart inom det litterära området.

## Det retoriska användningsområdet
Att fånga publikens välvilja är ett av de tre målen inom den klassiska retoriken för att lyckas med sitt exordium. De andra två målen är docilem, att fånga lyssnarna till att stanna kvar, attentum, att förklara för åhörarna vad du kommer att prata om. Att fånga välviljan hos åhörarna kan delas upp i fyra olika tillvägagångssätt: 
- Talaren kan uttrycka sin tacksamhet för att få tala.
- Talaren kan uttrycka en form av anspråkslöshet. Ett exempel på detta är hur den romerska politikern Markus Antonius inledde sitt tal till Julius Cesar med att säga: "Jag är ingen talare". Genom hans grundläggande anspråkslöshet av sig själv kunde han identifiera sig med de som lyssnade på honom.
- Talaren kan uttrycka någon form av smicker. Detta kan göras genom att talaren visar uppskattning för de specifika åhörarna eller evenemanget som helhet.
- Talaren kan uttrycka någon form av förakt som åhörarna delar uppfattning om.

Än idag kan vi se spår av hur begreppet tillämpas i diverse olika sammanhang. Inte allt för sällan hör vi politikerna tidigt vända sig till folket. Eller hur reklam framställer ett problem hos oss människor som deras produkt kan lösa. Att lyckas fånga välviljan är inte alltid helt lätt. I slutändan vill du inte att din uppskattning ska ses som något genomskinligt smicker som inte har någon betydelse. Det är därför viktigt för en talare att noga överväga vad som kan anses som överdrivet eller inte.